# Relazioni bilaterali tra Francia e India
Le relazioni tra Francia e India  sono state tradizionalmente strette e amichevoli ed entrambi i paesi hanno una "relazione speciale" tra loro. Entrambe le nazioni hanno una storia secolare di relazioni commerciali. Dal XVII secolo fino al 1954, la Francia mantenne una presenza coloniale nel subcontinente; Pondicherry, uno dei suoi ex territori indiani, è una popolare destinazione turistica per i viaggiatori francesi in India.
Con l'istituzione del partenariato strategico del 1998, sono stati compiuti progressi significativi in tutti i settori della cooperazione bilaterale attraverso scambi regolari ad alto livello a livello di Capo di stato / Capo di governo e crescenti scambi commerciali anche in aree strategiche come la difesa, il nucleare energia e spazio. La Francia è stato il primo Paese con cui l'India ha stipulato un accordo sull'energia nucleare a seguito della rinuncia dell'Agenzia internazionale per l'energia atomica e del Gruppo dei fornitori che ha consentito all'India di riprendere la piena cooperazione nucleare civile con la comunità internazionale. Esiste anche una cooperazione crescente e di ampio respiro in settori quali il commercio e gli investimenti, la cultura, la scienza e la tecnologia e l'istruzione. La Francia ha costantemente sostenuto l'adesione dell'India al Consiglio di sicurezza delle Nazioni Unite. Sia l'India che la Francia sono fautori di un mondo multipolare guidato dalle democrazie regionali.